# Un beau dimanche
Un beau dimanche è un film del 2013 diretto da Nicole Garcia.

## Trama
Il film inizia con posto dove molti giovani dormono insieme con cani, si pensa a una situazione di vite alternative alla norma. Irrompe la polizia e tutti vengono portati via. Il film comincia a focalizzarsi su Baptiste, un giovane impegnato e sensibile, ma allo stesso tempo in fuga. Svolge con passione la sua attività di istitutore  ma chiede di essere trasferito in continuazione ogni trimestre con rammarico dei piccoli allievi. Un giorno, al termine delle lezioni, dalla finestra scorge davanti alla porta della scuola uno dei bambini della classe abbandonato a se stesso, nessuno viene a prelevarlo. Quindi scende e dopo un breve dialogo lo accompagna con il suo scooter dal padre che, preso dalla sua vita, lascia intendere come questa venga prima dei suoi doveri di genitore e del suo affetto verso il figlio. I due riprendono lo scooter e, dietro indicazione del ragazzo, si dirigono verso una spiaggia verso Montpellier, dove sua madre lavora in un ristorante. Una bella e giovane ragazza, ma segnata dalla vita come i tatuaggi, pur eleganti, che si porta addosso. Tra le altre cose è braccata da creditori violenti e senza scrupoli. Fortunatamente il datore di lavoro, pur se rustico, ha una bontà e una correttezza di fondo. Sandra e il figlio Mathias entrano nella vita di Batiste lentamente ma solidamente, nasce una storia d'amore molto tenera e profonda, che si concretizza con la loro appassionata unione fisica. Qualcosa di imprevisto per entrambi, presi come sono l'uno da problemi esistenziali e l'altra di pura esistenza. A questo punto Baptiste apre a Sandra il suo passato e il suo segreto. La ricchissima famiglia, da cui era scappato lasciandosi alle spalle valori e principi per lui inaccettabili in quanto in contrasto con la sua voglia di partecipazione a un mondo totalmente estraneo alla sua casata di origine, diventa il mezzo per aiutare Sandra. Baptiste, insieme a Sandra e Mathias, si presenta alla sontuosa villa della famiglia, ai fratelli, alla servitù e soprattutto a sua madre. Dal dialogo con quest'ultima affiora il difficilissimo rapporto col padre defunto che comunque lo lascia erede insieme agli altri fratelli dell'ingente patrimonio. La madre, Liliane, vede in Sandra qualcosa di passeggero non appartenendo alla stessa classe sociale. Mathias non entra in confidenza con i molti bambini scorrazzanti nella villa e se ne sta in disparte con la madre. Ottenuti in qualche modo i cinquantamila euro per risolvere i problemi di Sandra il trio se ne torna al suo lavoro e alle sue occupazioni, ma molte cose sono cambiate grazie all'amore nuovo sbocciato e anche a una stabilità da ricercare con entusiasmo. La storia finisce sulle note di Tú serás mi baby eseguita da Les Surfs.